# 국제관계대학
국제관계대학(國際關係大學)은 조선민주주의인민공화국 평양직할시 대동강구역 대학거리 의암동에 있는 중앙특수대학이다. 인민경제대학 뒤편에 있다.

## 개요
1960년 9월 1일 개교하였다. 개교 초기에는 일반교육기관이었으나, '대외사업부문 인재양성'이라는 특성으로 조선로동당에 이관되어, 대외사업부문 당 간부 양성학교로 전환되었다. 조선민주주의인민공화국 정부는 1960년 이전까지 공산권 외교에만 주력해왔기 때문에 전문적인 외교인력이 크게 필요하지 않아 김일성종합대학의 국제관계학과에서 한정된 인원에 의존해 왔다. 하지만, 1960년대 비동맹외교가 시작되면서 인력수요가 급증한 데 따른 외교관 전문대학이 요구되었다. 이 같은 취지에 따라 설립된 이 대학이 설립되었다.
교육기간은 예과 1년, 본과 5년으로 총 6년이다. 정규과정은 국제법학부, 국제경제관계학부, 무역학부, 어학부를 두고 있다. 1년의 단기과정은 대사ㆍ참사반, 2년의 단기과정은 국가안전보위부 일꾼반, 6개월의 단기과정은 재직간부를 위한 재직간부반이다.
국제관계대학의 교육내용은 사회정치과목, 대외관계과목, 외국어과목 위주로 이루어져 있다.
국제관계대학은 대외부문 일군 양성에서 이룩한 성과로 인해 1980년 북한 최고의 훈장인 '김일성훈장'을 수훈받았다.